# Amphoe Pho Thale
Amphoe Pho Thale (Thai: อำเภอ โพทะเล) ist ein Landkreis (Amphoe – Verwaltungs-Distrikt) im Südwesten der Provinz Phichit. Die Provinz Phichit liegt im südlichen Teil der Nordregion von Thailand.

## Geographie
Benachbarte Landkreise (von Nordwesten im Uhrzeigersinn): die Amphoe Bueng Na Rang, Taphan Hin und Bang Mun Nak der Provinz Phichit, sowie Chum Saeng, Kao Liao und Banphot Phisai der Provinz Nakhon Sawan.

## Geschichte
Der Distrikt hieß ursprünglich Bang Khlan. Das Verwaltungsgebäude wurde 1939 von Bang Khlan in den Tambon Ban Tan verlegt. Später im gleichen Jahr wurde Amphoe Bang Khlan in Pho Thale und Tambon Ban Tan ebenfalls in Pho Thale umbenannt.

## Verwaltung

### Provinzverwaltung
Der Landkreis Pho Thale ist in elf Tambon („Unterbezirke“ oder „Gemeinden“) eingeteilt, die sich weiter in 97 Muban („Dörfer“) unterteilen.
| Nr. | Name       | Thai    | Muban | Einw. |
| --- | ---------- | ------- | ----- | ----- |
| 01. | Pho Thale  | โพทะเล  | 09    | 7.486 |
| 02. | Thai Nam   | ท้ายน้ำ   | 10    | 5.777 |
| 03. | Thanong    | ทะนง    | 11    | 7.840 |
| 04. | Tha Bua    | ท่าบัว    | 13    | 7.233 |
| 05. | Thung Noi  | ทุ่งน้อย   | 07    | 3.670 |
| 06. | Tha Khamin | ท่าขมิ้น   | 12    | 5.685 |
| 07. | Tha Sao    | ท่าเสา   | 09    | 6.033 |
| 08. | Bang Khlan | บางคลาน | 06    | 3.835 |
| 11. | Tha Nang   | ท่านั่ง    | 06    | 3.910 |
| 12. | Ban Noi    | บ้านน้อย  | 06    | 3.715 |
| 13. | Wat Khwang | วัดขวาง  | 08    | 5.466 |

Hinweis: Die fehlenden Nummern (Geocodes) beziehen sich auf die Tambon, aus denen heute der Landkreis Bueng Narang besteht.

### Lokalverwaltung
Es gibt vier Kommunen mit „Kleinstadt“-Status (Thesaban Tambon) im Landkreis:
- Thung Noi (Thai: เทศบาลตำบลทุ่งน้อย) bestehend aus dem kompletten Tambon Thung Noi.
- Bang Khlan (Thai: เทศบาลตำบลบางคลาน) bestehend aus dem kompletten Tambon Bang Khlan.
- Tha Sao (Thai: เทศบาลตำบลท่าเสา) bestehend aus den Teilen der Tambon Tha Khamin, Tha Sao.
- Pho Thale (Thai: เทศบาลตำบลโพทะเล) bestehend aus Teilen des Tambon Pho Thale.

Außerdem gibt es neun „Tambon-Verwaltungsorganisationen“ (องค์การบริหารส่วนตำบล – Tambon Administrative Organizations, TAO)
- Pho Thale (Thai: องค์การบริหารส่วนตำบลโพทะเล) bestehend aus Teilen des Tambon Pho Thale.
- Thai Nam (Thai: องค์การบริหารส่วนตำบลท้ายน้ำ) bestehend aus dem kompletten Tambon Thai Nam.
- Thanong (Thai: องค์การบริหารส่วนตำบลทะนง) bestehend aus dem kompletten Tambon Thanong.
- Tha Bua (Thai: องค์การบริหารส่วนตำบลท่าบัว) bestehend aus dem kompletten Tambon Tha Bua.
- Tha Khamin (Thai: องค์การบริหารส่วนตำบลท่าขมิ้น) bestehend aus Teilen des Tambon Tha Khamin.
- Tha Sao (Thai: องค์การบริหารส่วนตำบลท่าเสา) bestehend aus Teilen des Tambon Tha Sao.
- Tha Nang (Thai: องค์การบริหารส่วนตำบลท่านั่ง) bestehend aus dem kompletten Tambon Tha Nang.
- Ban Noi (Thai: องค์การบริหารส่วนตำบลบ้านน้อย) bestehend aus dem kompletten Tambon Ban Noi.
- Wat Khwang (Thai: องค์การบริหารส่วนตำบลวัดขวาง) bestehend aus dem kompletten Tambon Wat Khwang.